# CHICOS

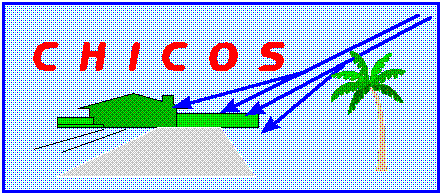
Логотип CHICOS

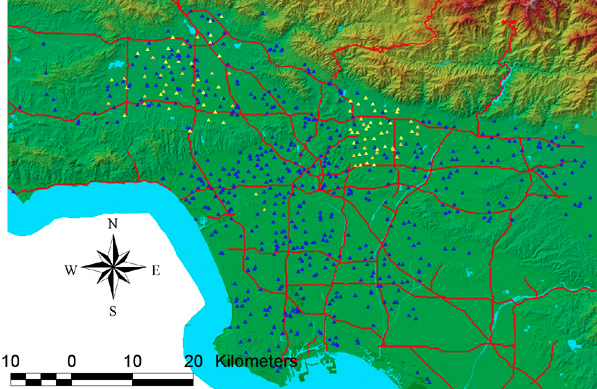
Жовті і помаранчеві трикутники — діючі детектори, сині трикутники — плани подальшого розширення.

CHICOS (скорочення від англ. California HIgh school Cosmic ray ObServatory, обсерваторія космічних променів старших шкіл Каліфорнії) — американський проєкт зі спостереження космічних променів. Його детектори розтаховані в старших школах (рідше в початкових і середніх школах) в окрузі Лос-Анджелес. Проєкт організований Лабораторією Келлога при Каліфорнійському технологічному інституті.

## Цілі проєкту
Проєкт CHICOS являє поєднує наукові дослідження з популяризацією науки для широкого загалу. Це масив детекторів для виявлення космічних променів надвисоких енергій. Масив вже реєстрував широкі атмосферні зливи, а масив CHICOS 90, який незабаром буде завершений, здійснюватиме спостереження в діапазоні енергій від 1018 до 1021 еВ з високою кутовою роздільною здатністю. Події, за якими спостерігає CHICOS, — це окремі субатомні частинки, що врізаються в атмосферу Землі, несучи енергію впавшої з даху цеглини. Ці космічні промені надвисоких енергій взаємодіють з атмосферою, створюючи великі потоки вторинних частинок на поверхні Землі. Виявлення таких злив частинок здійснюється масивом датчиків, розгорнутих на площі в багато квадратних кілометрів. В межах проєкту CHICOS школи в районі Лос-Анджелеса слугують місцями для встановлення детекторів із готовою інфраструктурою, а їхні вчителі й учні беруть участь у проєкті.
У CHICOS є система збору даних, яка записує всі великі потоки космічних променів, які потрапляють у масив. Інформація, зібрана з детекторів космічних променів різних шкіл, об'єднується для реконструкції подій космічних променів. Ці події аналізуються для створення гістограм подій, включаючи карту неба, яка вказує напрямки надходження космічних променів. Мета CHICOS полягає в тому, щоб за цими наптямками зрозуміти, що саме створює космічні промені надвисоких енергій.

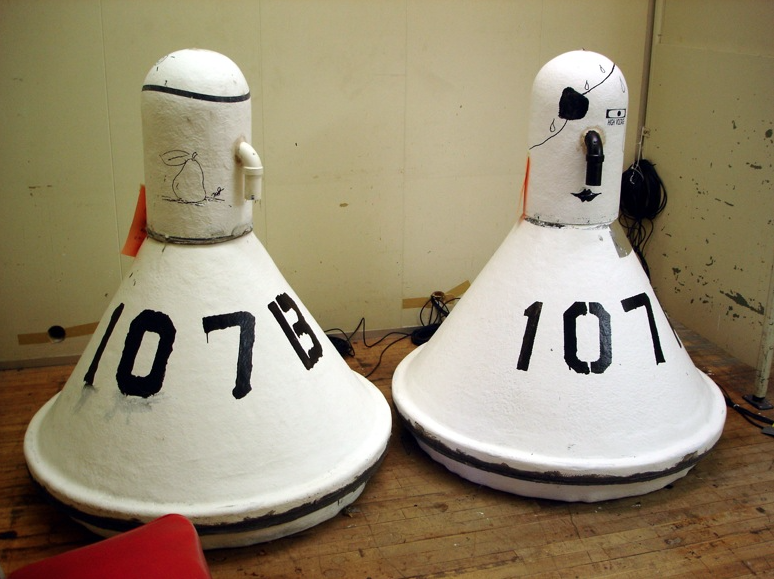
Два детектори Шму

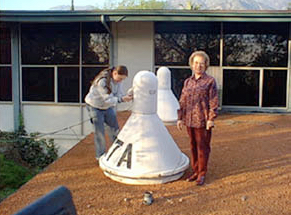
Майданчик CHICOS в одній зі шкіл

## Детектори космічних променів «Шму»
Детектори, які використовуються в програмі CHICOS, отримали назву «Шму» через їх схожість за формою з мультиплікаційним персонажем Шму. В кожній школі, як правило, розташовано два таких Шму.
Шму є найважливішою частиною проєкту CHICOS, і їх налаштування вимагає точних вимірювань. Шму зазвичай налаштовують у радіаційній лабораторії Келлога і надсилають до шкіл. Старшокласники мають можливість взяти участь у процесі монтажу. Після встановлення Шму викладачі та студенти на місці допомагають у їх ремонті та обслуговуванні. У школі Шму зазвичай розміщують не надто далеко один від одного, і обидва Шму з'єднуються з комп'ютером за допомогою кабелів.

## Фінансування
IBM пожертвувала значну частину комп'ютерів, які використовувалися для збору даних в кожній школі. Поточні операційні витрати проєкту забезпечує Національний науковий фонд. CHICOS активно шукає додаткові державні та приватні гранти для розширення мережі детекторів та покращення освітньої програми.